# Titularbistum Gor
Gor  ist ein Titularbistum der römisch-katholischen Kirche.
Es geht zurück auf einen untergegangenen Bischofssitz in der gleichnamigen antiken Stadt, die in der römischen Provinz Africa proconsularis lag. Der Bischofssitz war der Kirchenprovinz Karthago zugeordnet und wird heute mit dem Ort Drâa-el-Hamra in Tunesien identifiziert.
| Titularbischöfe von Gor |                            |                                            |                   |                   |
| Nr.                     | Name                       | Amt                                        | von               | bis               |
| 1                       | Emmanuel Hanisch MHM       | Apostolischer Vikar von Umtata (Südafrika) | 13. April 1937    | 28. Februar 1940  |
| 2                       | Eliseu van de Weijer OCarm | Prälat von Paracatu (Brasilien)            | 25. Mai 1940      | 25. Januar 1966   |
| 3                       | Ramón Salas Valdés SJ      | Prälat von Arica (Chile)                   | 5. Dezember 1966  | 17. November 1977 |
| 4                       | Luiz Colussi               | Weihbischof in Londrina (Brasilien)        | 3. Januar 1978    | 28. März 1980     |
| 5                       | Paul Consbruch             | Weihbischof in Paderborn (Deutschland)     | 15. November 1980 | 2. Februar 2012   |
| 6                       | Daniel Miehm               | Weihbischof in Hamilton (Kanada)           | 20. Februar 2013  | 10. März 2017     |
| 7                       | Rolf Lohmann               | Weihbischof in Münster (Deutschland)       | 25. April 2017    |                   |